# Tonino Nardi
Tonino Nardi (Pisa, 25 settembre 1939 – Roma, 24 ottobre 1993) è stato un direttore della fotografia italiano.

## Biografia
Debutta nella prima opera cinematografica di Gianni Amelio, La città del sole, nel 1973. Negli anni prosegue la collaborazione col regista, aggiungendo nella propria attività la direzione della fotografia per altri registi italiani, come Mario Monicelli e Marco Bellocchio.

## Filmografia

### Cinema
- La città del sole, regia di Gianni Amelio (1973)
- Il gabbiano, regia di Marco Bellocchio (1977)
- Una donna di seconda mano, regia di Pino Tosini (1977)
- Buone notizie, regia di Elio Petri (1979)
- Armonica a bocca, regia di Piero Natoli (1979)
- L'altra donna, regia di Peter Del Monte (1981)
- Colpire al cuore, regia di Gianni Amelio (1983)
- Principe di Homburg, regia di Gabriele Lavia (1983)
- Piccoli fuochi, regia di Peter Del Monte (1985)
- I picari, regia di Mario Monicelli (1987)
- Regina, regia di Salvatore Piscicelli (1987)
- Domino, regia di Ivana Massetti (1988)
- Nosferatu a Venezia, regia di Augusto Caminito (1988)
- I ragazzi di via Panisperna, regia di Gianni Amelio (1989)
- Dicembre, regia di Antonio Monda (1990)
- Porte aperte, regia di Gianni Amelio (1990)
- Il ladro di bambini, regia di Gianni Amelio (1992)
- Cari fottutissimi amici, regia di Mario Monicelli (1994)

### Televisione
- Le affinità elettive, regia di Gianni Amico (1979)
- Vita di Antonio Gramsci, regia di Raffaele Maiello (1981)
- Western di cose nostre, regia di Pino Passalacqua (1984)

## Premi e riconoscimenti
- 1990: David di Donatello
  - Candidatura a autore della fotografia per Porte aperte
- 1990: European Film Awards
  - Miglior fotografia per Porte aperte
- 1991: Nastro d'argento
  - Candidatura a miglior fotografia per Porte aperte
- 1992: David di Donatello
  - Candidatura a autore della fotografia per Il ladro di bambini